# St. Marien (Bevern)

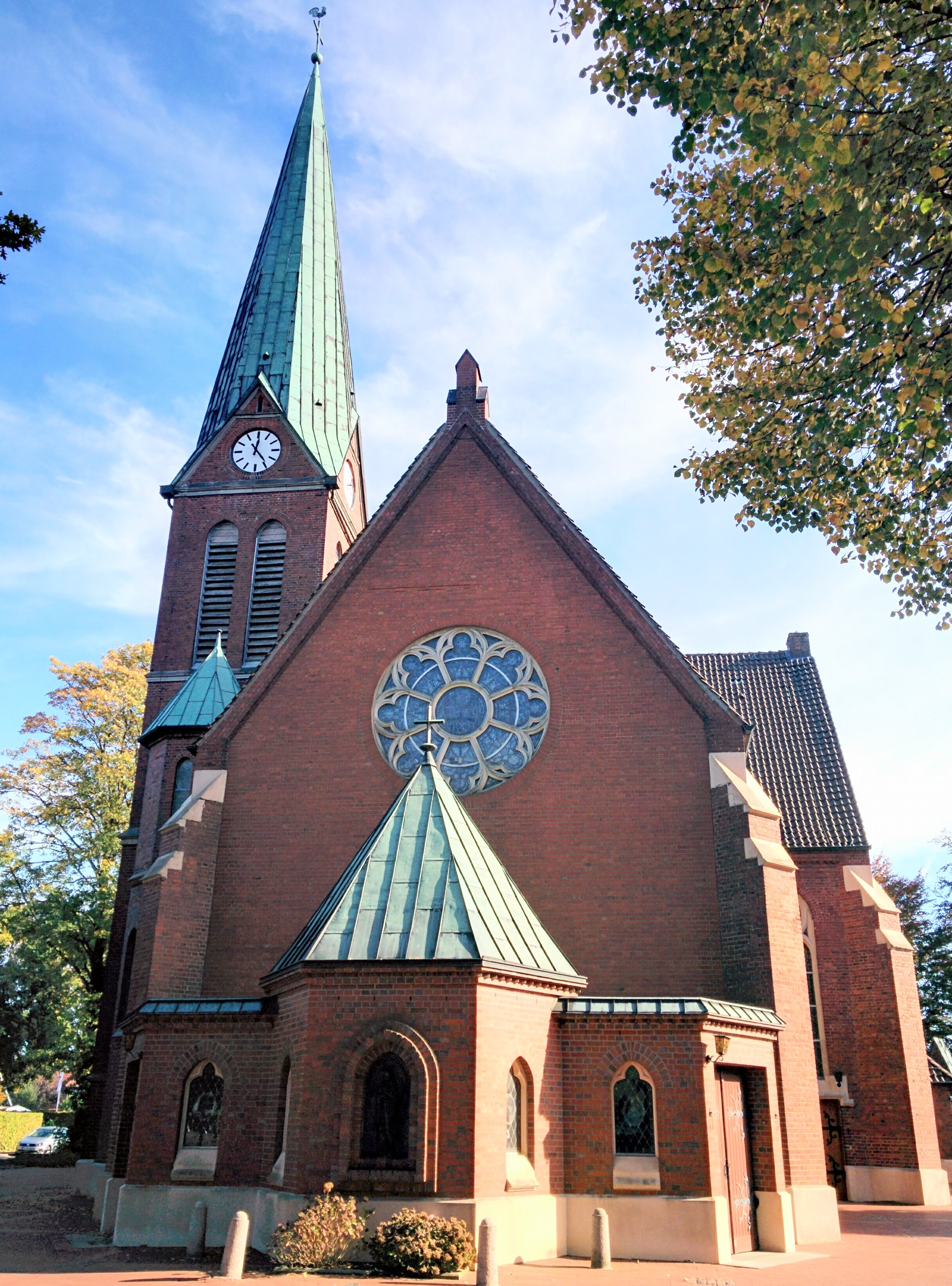
St. Marien

Die Kirche St. Marien steht in Bevern, einem Ortsteil der Gemeinde Essen (Oldenburg) im Landkreis Cloppenburg in Niedersachsen. Die Kirchengemeinde gehört zur Pfarrei St. Bartholomäus im Dekanat Cloppenburg im Bischöflich Münsterschen Offizialat des Bistums Münster.

## Beschreibung
Die neugotische Querkirche, d. h. eine Saalkirche mit Langhaus und Querhaus wurde 1904 von Heinrich Flügel aus Backstein erbaut. Sie hat einen Chor mit dreiseitigem Abschluss im Osten und einen seitlich versetzten Kirchturm im Norden. An den Ecken von Langhaus und Querhaus befinden sich Strebepfeiler. Die Fassade im Westen wurde 1962 durch Anbauten verändert. Im Innenraum wird die Vierung durch die sich weit öffnenden Querhausarme und das Langhaus aus zwei Jochen betont. Die ursprüngliche Kirchenausstattung ist vollständig erhalten. Dazu gehört auch die 1922 ausgeführte Kirchenmalerei von Gerhard Lamers. Sie harmoniert mit den von Wilhelm Derix gestalteten Fenstern. Neben dem Hochaltar, der von B. Diederichs und Knoche gestaltet wurde, stehen noch zwei Seitenaltäre in der Kirche. Die Mensa und das Taufbecken schuf der Bildhauer Fritz Ewertz, den Kreuzweg der Maler Heinrich Klingenberg.